# 貝米斯頓 (阿拉巴馬州)
貝米斯頓（英語：Bemiston）是一個位於美國阿拉巴馬州塔拉迪加縣的非建制地區。該地的面積和人口皆未知。

## 地理
貝米斯頓的座標為33°24′36″N 86°07′15″W / 33.41000°N 86.12083°W，而該地的平均海拔高度為171米（即561英尺）。